# Lycodon flavicollis
Lycodon flavicollis là một loài rắn trong họ Rắn nước. Loài này được Mukherjee & Bhupathy mô tả khoa học đầu tiên năm 2007.